# Eurata halena
Eurata halena är en fjärilsart som beskrevs av Herrich-Schäffer 1896. Eurata halena ingår i släktet Eurata och familjen björnspinnare. Inga underarter finns listade i Catalogue of Life.